# كأس الاتحاد الإنجليزي 1952–53
كأس الاتحاد الإنجليزي 1952–53 (بالإنجليزية: 1952–53 FA Cup)‏ هو الموسم 72 من  كأس الاتحاد الإنجليزي. أقيم خلال الفترة 13 سبتمبر 1952 وحتى 2 مايو 1953، والذي يشرف على تنظيمه الاتحاد الإنجليزي لكرة القدم، وفاز فيه نادي بلاكبول.